# Je t'aime mélancolie
Singles de Mylène Farmer
Regrets
(1991) Beyond My Control
(1992)
Je t'aime mélancolie est une chanson de Mylène Farmer, sortie en single le 19 novembre 1991 en tant que troisième extrait de l'album L'Autre....
Sur une musique dynamique signée Laurent Boutonnat, la chanteuse écrit un texte sarcastique dans lequel elle assume son goût pour la mélancolie et s'adresse directement aux critiques. 
Les couplets, prononcés à la manière d'un rap (un genre musical qui n'avait pas encore explosé en France), sont alors très avant-gardistes, surtout pour une chanteuse de variétés.
Réalisé par Laurent Boutonnat, le clip présente la chanteuse sur un ring pour un combat de boxe française.
Le match est entrecoupé de passages chorégraphiés de la chanteuse entourée de 10 danseuses, dans des tenues signées Jean-Paul Gaultier.
Le titre connaît un grand succès, atteignant la 3e place du Top 50 et la 2e place des diffusions radio.

## Contexte et écriture
Sorti en avril 1991, l'album L'Autre... connaît un énorme succès (no 1 des ventes durant 20 semaines consécutives), tout comme les deux premiers extraits, Désenchantée et Regrets.
Alors que l'album s'approche déjà du million d'exemplaires vendus, Je t'aime mélancolie est choisi pour devenir le troisième extrait.

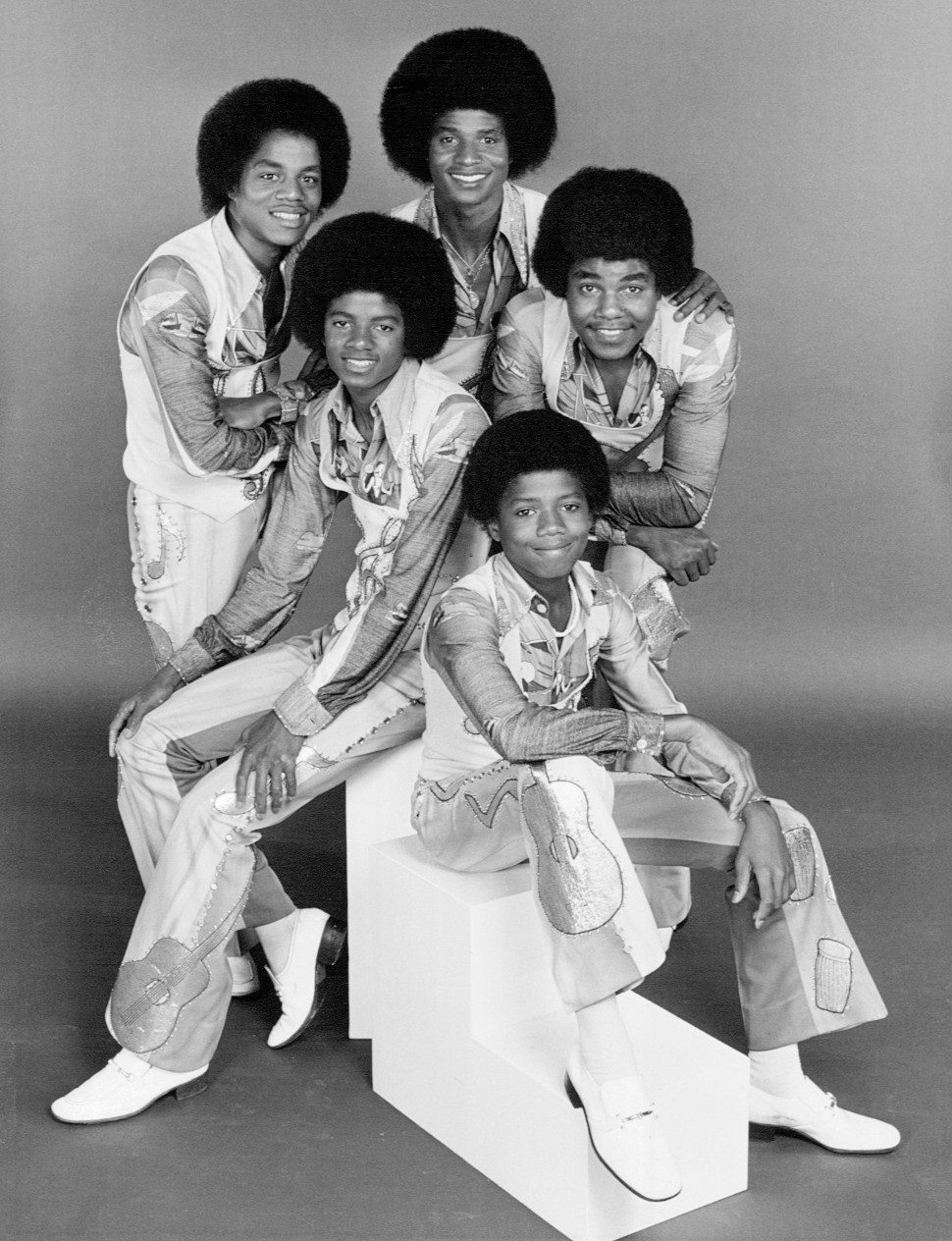
La rythmique du titre a été influencée par Lovely One des Jackson 5.

Sur une musique dynamique de Laurent Boutonnat, Mylène Farmer écrit un texte sarcastique dans lequel elle assume son goût pour la mélancolie (« J'ai comme une envie de voir ma vie au lit », « Un long suicide acide, je t'aime mélancolie », « Sentiment qui me mène à l'infini, mélange du pire, de mon désir »). Elle déclarera à ce sujet : « L'état de mélancolie est quelque chose d'aigre-doux. J'ai essayé de développer cette idée... J'aime bien ces états même s'ils sont parfois un peu douloureux ».

Elle s'adresse également aux critiques, reprenant l'image de la mauvaise herbe en écho à une formule que lui avait adressée sa mère lorsqu'elle était enfant (« Ma petite, tu es comme la mauvaise herbe, et la mauvaise herbe ne meurt jamais ! »). 
Les couplets sont prononcés à la manière d'un rap, un genre musical qui n'avait pas encore explosé en France lors de la sortie de l'album en avril 1991 (Bouge de là de MC Solaar, considéré comme le premier tube rap en France, ne connaîtra le succès qu'au cours de l'été 1991).
L'ingénieur du son Thierry Rogen déclarera :

« Je crois que Mylène a voulu s'amuser un peu et expérimenter d'autres voies, d'où cette idée de faire cette voix grave, un peu rap. Pour la rythmique, je me souviens avoir été influencé par un morceau des Jackson 5, Lovely One. Il y a eu beaucoup d'amusement pendant ce titre. Il était léger et il est venu après Désenchantée, comme une aire de repos ! Il a été facile à mixer, on y a pris beaucoup de plaisir [...] C'était audacieux de sortir Je t'aime mélancolie en single, mais il y avait un sacré refrain tout de même ! Avec le tandem, il n'y avait jamais de limitation. »

### Drame chez Polydor

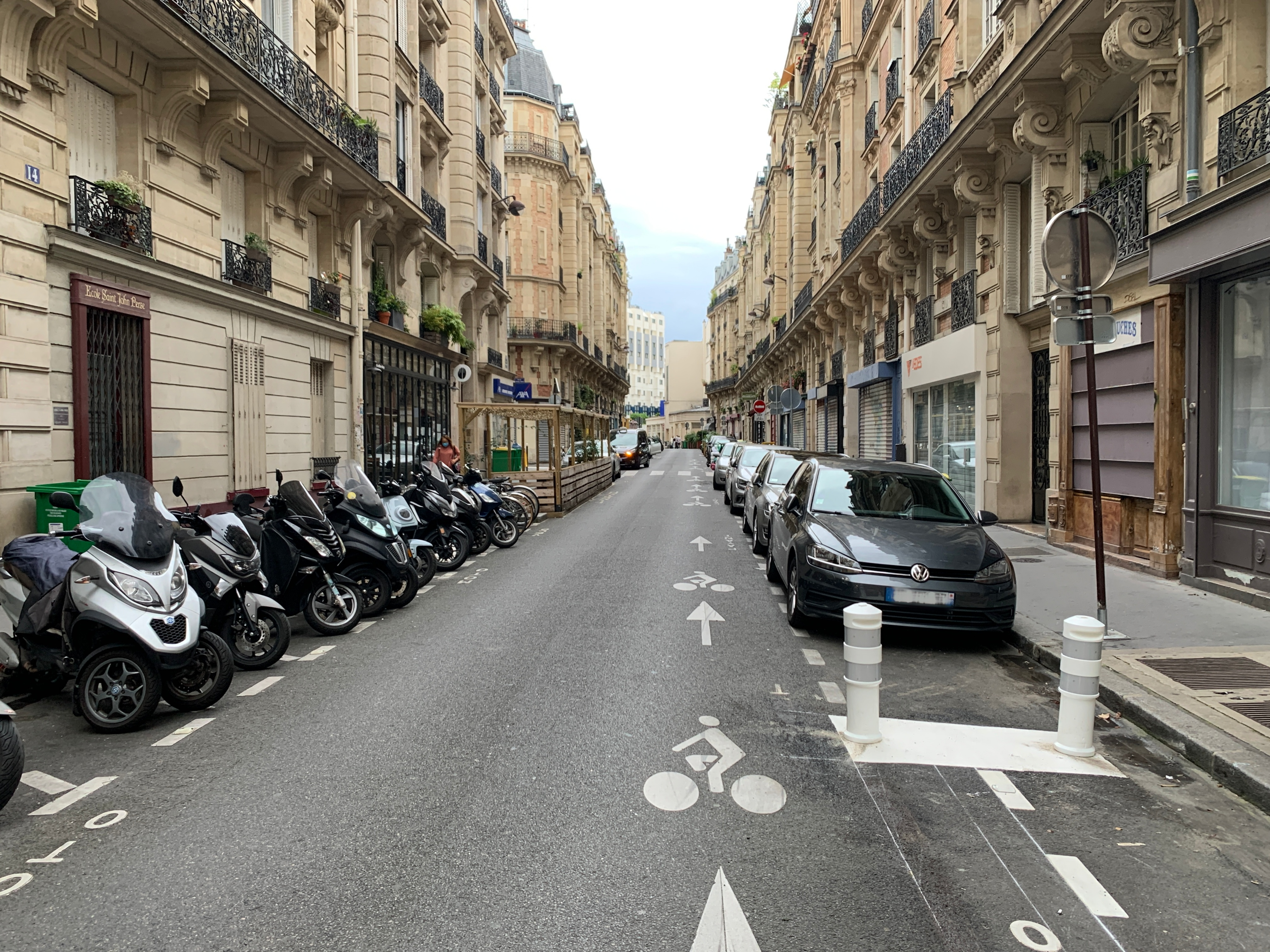
La Rue Cavallotti à Paris.

Le 12 novembre 1991, une semaine avant la sortie du single et alors que Mylène Farmer est en train d'en tourner le clip, un drame se produit au sein des locaux de Polydor, rue Cavallotti.
Laurent Berger, un fan de la chanteuse, pousse la porte de la maison de disques et, sans un mot, sort un fusil et abat froidement le réceptionniste, Jean-François Pigaglio.
Déterminé à « faire un carnage », il monte dans les étages (il a avec lui une cinquantaine de cartouches).
Alors qu'il s'apprête à tirer sur d'autres employés, son arme s'enraye, permettant aux forces de l'ordre de le maîtriser. 
Il expliquera que, quelques jours plus tôt, il avait fait la route depuis Nancy afin de rencontrer son idole, n'obtenant pas de réponse à ses lettres enflammées.
Les employés de Polydor lui avaient répondu que la chanteuse n'était pas là et avaient refusé de lui donner son adresse personnelle. Persuadé qu'ils ne lui transmettaient pas ses courriers et l'empêchaient de la voir, il s'est mis à considérer les employés comme des obstacles et décida de revenir les éliminer : « Si mon arme ne s'était pas enrayée, j'aurais tué un maximum de personnes, comme à Fort Chabrol ».
Il sera placé en institut psychiatrique. 
Mylène Farmer prend alors beaucoup de distance vis-à-vis de son personnage public, en se faisant de plus en plus discrète dans les médias.

« On m'a proposé de me protéger, j'ai refusé. Dans ces cas-là, on ne pense pas à soi, à ce qui aurait pu vous arriver, mais à la famille en deuil, à cet homme qui est mort et qui n'y était pour rien. Devant un tel drame, on se sent totalement dépossédé de mots et de moyens. On culpabilise, forcément. Cette mort est tellement injuste... »

## Sortie et accueil critique
Je t'aime mélancolie sort en single le 19 novembre 1991 dans une version raccourcie et remixée. 
La pochette est illustrée par une photo de Marianne Rosenstiehl montrant Mylène Farmer, yeux fermés et bouche grande ouverte, faisant un bras d'honneur.

### Critiques
- « La production est étincelante. Dans le créneau variété française/dance on ne fait pas mieux. » (Star Music)[13]
- « Superbe texte. » (7 Extra)[14]
- « Un tube en puissance, percutant, très dansant. » (Smash Hits)[15]
- « Ce morceau est un des plus forts de l'album L'Autre... et s'imposait comme single. Il possède tous les ingrédients d'un tube Farmer-Boutonnat : un tempo diabolique, des séquences de synthé angéliques et un de leurs thèmes de prédilection : la tristesse. » (Salut!)[16]
- « Un rap désabusé qui stigmatise les jalousies et certains aspects cruels du show-business. »[17]
- « Du gimmick de piano qui ouvre la composition au "rap grave" de la chanteuse en passant par la rupture mélodique et vocale du refrain, la composition et la réalisation de Boutonnat font de Je t'aime mélancolie un titre particulièrement bien construit. »[18]

## Vidéo-clip

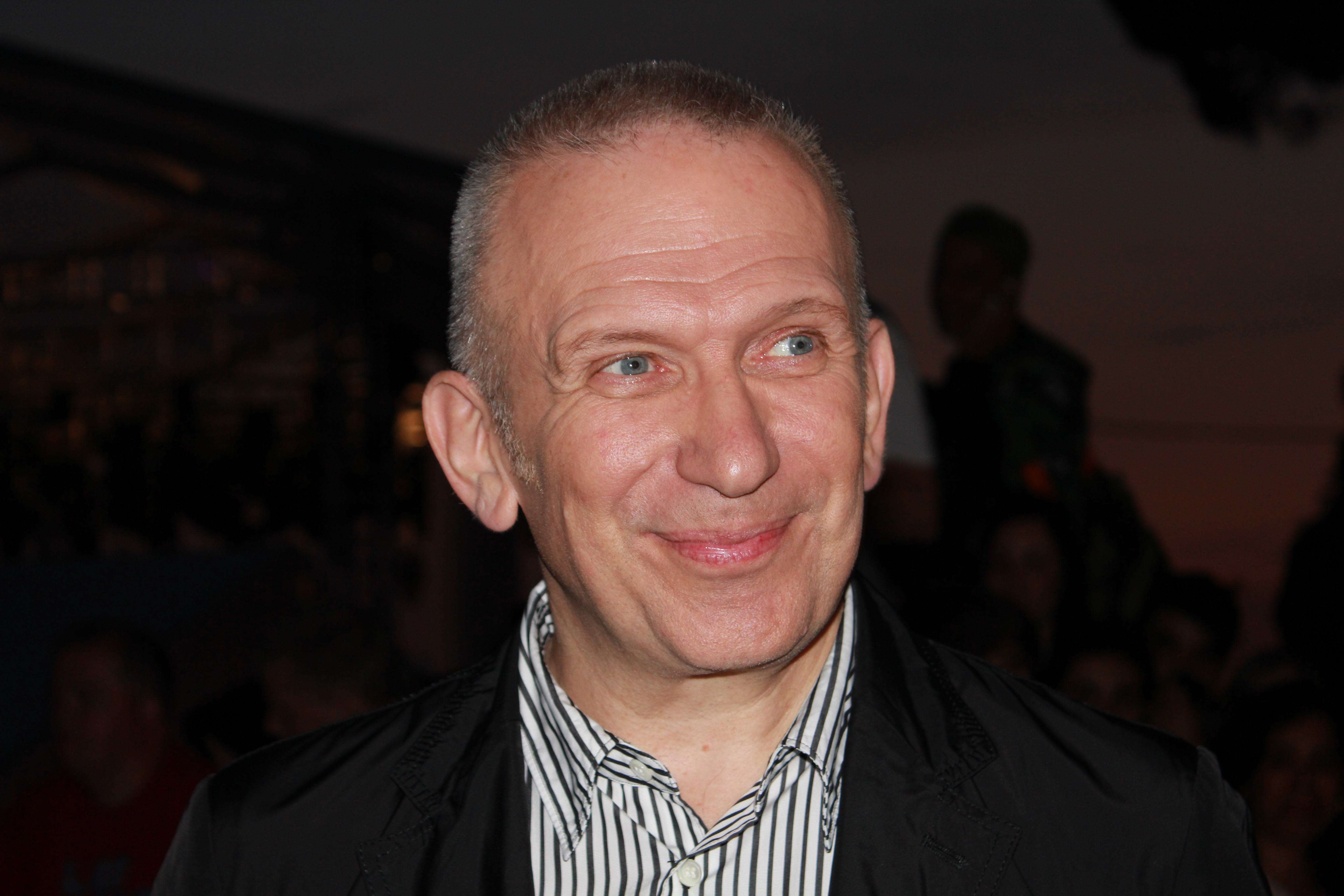
Les costumes du clip sont signés Jean-Paul Gaultier.

Réalisé par Laurent Boutonnat, le clip est tourné durant quatre jours aux studios SETS de Stains. 
Il présente la chanteuse sur un ring, affrontant un adversaire impitoyable pour un combat de boxe française.
Le match est entrecoupé de passages chorégraphiés de la chanteuse entourée de 10 danseuses, sur une chorégraphie créée par Mylène Farmer.

Sa tenue (une guêpière noire) et celles des danseuses sont signées Jean-Paul Gaultier, marquant ainsi la première collaboration entre la chanteuse et le couturier.
Pour les scènes de combat, Mylène Farmer a suivi un entraînement intensif d'une semaine avec un coach professionnel. 
Le boxeur présent dans le clip est un boxeur professionnel yougoslave. 

### Synopsis

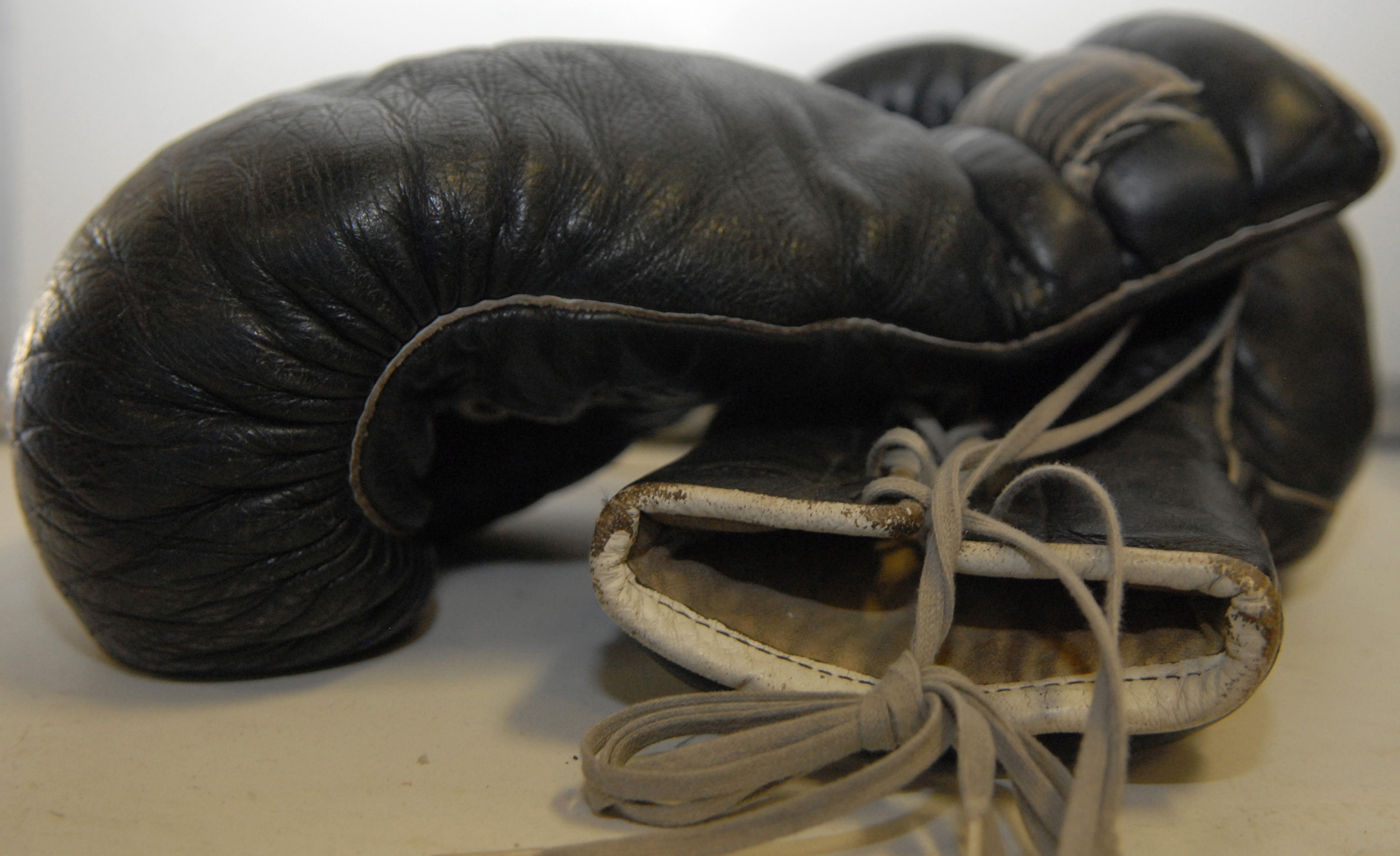
Le clip présente la chanteuse en plein combat de boxe française.

Dans un vestiaire, deux personnages sont mis en opposition : un homme au corps sec et musclé qui s'entraîne, et une Mylène Farmer pensive aux gestes délicats.
Dès leur montée sur le ring, leurs attitudes se confirment : l'homme, très grand, s'avance, froid et conquérant, tandis que la jeune femme paraît intimidée.
L'arbitre sonne le début du combat. Après des débuts assez calmes durant lesquels elle esquive quelques coups, la chanteuse se prend un premier coup de poing en pleine tête. 
Voyant que son adversaire ne lui fera aucun cadeau, elle se montre alors plus combattive et donne ses premiers coups. Les enchaînements et les uppercuts se multiplient des deux côtés, avant que la fin du premier round ne sonne.
Surpris par la ténacité de la jeune femme, l'homme semble déterminé à l'abattre.
Dès la reprise du combat, il lui décroche une allonge en coup d'arrêt et enchaîne sur une série de coups de coude, ce qui est interdit. La jeune femme s'écroule.
L'arbitre intervient et réprimande le boxeur : impassible, celui-ci lui donne alors un violent coup de coude, mettant l'arbitre K.O.
La jeune femme se relève malgré tout, souhaitant poursuivre le combat. 
L'homme multiplie les coups de pied : désormais, tous les coups sont permis. Après lui avoir rendu quelques coups de pied, elle enlève ses gants pour continuer le combat à mains nues.
Cette fois, c'est elle qui enchaîne les coups, à tel point qu'elle finit par éjecter l'homme hors du ring. Une fois seule, et bien qu'elle sorte victorieuse du combat, elle finit par s'effondrer.

### Sortie et accueil
Le clip est diffusé en exclusivité le 6 décembre 1991 sur TF1 dans l'émission Tous à la une. Radicalement différent des précédents, il est toutefois salué par la critique :
- « Un affrontement superbement synchronisé. » (7 Extra)[22]
- « Un modèle du genre. » (Ciné Télé Revue)[23]
- « Le mentor de Mylène frappe toujours très fort. » (VSD)[2]
- « Ce clip est aussi époustouflant que ceux qui jalonnent la carrière de notre vidéo-star n°1. » (Smash Hits)[24]
- « Un bijou ciselé par l'orfèvre Laurent Boutonnat. » (Télé poche)[19]
- « Les clips de Mylène Farmer sont de véritables court-métrages qui donnent à ce support médiatique ses véritables lettres de noblesse. Le dernier ne faillit pas sur ce point. »  (Star image)[25]

## Promotion
Mylène Farmer interprète Je t'aime mélancolie pour la première fois à la télévision le 11 décembre 1991 dans l'émission Sacrée Soirée sur TF1, entourée de huit danseuses sur une chorégraphie créée par elle-même.
Après avoir chanté le titre deux autres fois sur TF1, dans Tous à la une et Stars 90, elle l'interprètera à la télévision  allemande en mars 1992, sur la chaîne MDR Fernsehen.

## Classements hebdomadaires
Dès sa sortie, la chanson connaît le succès en France, atteignant la 3e place du Top 50, où elle reste classée durant 17 semaines (dont 8 semaines dans le Top 10). Le titre est également beaucoup diffusé en radio, où il atteint la 2e place des titres les plus diffusés.
En 2018, Je t'aime mélancolie atteint la 9e place des ventes de singles en France à la suite de la réédition du Maxi 45 tours par Universal.
| Classement (1991-1992)       | Meilleure position |
| ---------------------------- | ------------------ |
| Allemagne (Media Control AG) | 70                 |
| Belgique - Wallonie          | 7                  |
| France (Ventes)              | 3                  |
| France (Radios AM)           | 2                  |
| France (Radios FM)           | 6                  |
| Europe (Ventes)              | 18                 |
| Québec                       | 11                 |

| Classement (2018) | Meilleure position |
| ----------------- | ------------------ |
| France (Ventes)   | 9                  |

## Liste des supports
| A. | Je t'aime mélancolie (New Radio Remix) | 4:20 |
| B. | Je t'aime mélancolie (Smooth Mix)      | 4:15 |

| A. | Je t'aime mélancolie (Extended Club Remix) | 7:44 |
| B. | Je t'aime mélancolie (Insane Dance Mix)    | 7:48 |

| 1. | Je t'aime mélancolie (Radio Remix 2)       | 4:26 |
| 2. | Je t'aime mélancolie (Extended Club Remix) | 7:45 |
| 3. | Je t'aime mélancolie (Insane Dance Mix)    | 7:50 |
| 4. | Mylène is Calling                          | 2:00 |

## Crédits
- Paroles : Mylène Farmer
- Musique : Laurent Boutonnat
- Réalisation et productions rythmiques : Laurent Boutonnat et Thierry Rogen
- Production, claviers et arrangements : Laurent Boutonnat
- Guitares : Slim Pezin
- Basses acoustiques : Bernard Paganotti
- Chœurs : Mylène Farmer
- Ingénieur du son : Thierry Rogen, assisté de Lionel Philippe
- Programmateur : Patrice Rouillon Tsernsoff de Gironville
- Enregistré et mixé au Studio Méga
- Éditions : Requiem Publishing - Paul Van Parys [39]

## Interprétations en concert
Mylène Farmer a interprété ce titre sur scène à de multiples reprises, dès son Tour 1996. À chaque fois, elle était entourée de plusieurs danseurs.
Lors du Mylenium Tour en 2000, elle ne chante le titre que lors de ses concerts en Russie (pays où la chanson avait connu un grand succès), en remplacement de Pas le temps de vivre.
Après l'avoir intégré dans le spectacle Avant que l'ombre… À Bercy en 2006, elle reproduit le même schéma qu'en 2000 pour son Tour 2009, en n'interprétant le titre que lors des dates en Russie (cette fois en remplacement de Je te rends ton amour).
Je t'aime mélancolie est de nouveau interprété pour le spectacle Timeless 2013, mais est absent de sa résidence à Paris La Défense Arena en 2019.
Lors de la tournée des stades Nevermore 2023/2024, la chanson est présente un court instant au sein d'un medley où sont joués plusieurs extraits de ses anciens titres.

## Remix de Felix da Housecat (2003)
En 2003, paraît la compilation RemixeS de Mylène Farmer, sur laquelle figure un remix de Je t'aime mélancolie par Felix da Housecat.
Celui-ci est choisi comme second extrait de l'album et connaît le succès dans les discothèques, atteignant la 24e place dans le classement des diffusions en clubs.

## Albums et vidéos incluant le titre

### Albums de Mylène Farmer
| Année | Album                        | Version                                     | Durée     | Certifications de l'album  |
| 1991  | L'Autre...                   | Version Album Instrumental (réédition 2023) | 5:29 5:30 | Diamant · Platine · Or     |
| 1992  | Dance Remixes                | Extended Club Remix                         | 7:45      | 2 × Or                     |
| 1997  | Live à Bercy                 | Live 1996                                   | 5:20      | 3 × Platine · Or · Or      |
| 2001  | Les mots                     | Radio Remix 2                               | 4:15      | Diamant · 2 × Platine · Or |
| 2003  | RemixeS                      | Felix Da Housecat Remix                     | 4:45      | Or                         |
| 2006  | Avant que l'ombre... À Bercy | Live 2006                                   | 4:53      | Or                         |
| 2013  | Timeless 2013                | Live 2013                                   | 6:35      | Platine · Or               |
| 2020  | Histoires de                 | Live 2013                                   | 5:02      | Platine                    |
| 2021  | Plus grandir                 | New Radio Remix Vidéo-clip                  | 4:20 5:13 | Platine                    |
| 2024  | Remix XL                     | Rusty Egan Remix                            | 4:30      |                            |
| 2024  | Nevermore                    | Medley Remember                             | 3:45      | Platine                    |
| 2025  | 86-97                        | Version Album                               | 5:32      |                            |

### Vidéos de Mylène Farmer
| Année | Vidéo                        | Version         | Durée | Certifications de la vidéo        |
| 1992  | L'Autre...                   | Vidéo-clip      | 5:13  | -                                 |
| 1997  | Music Videos                 | Vidéo-clip      | 5:13  | 3 × Platine (VHS) · Diamant (DVD) |
| 1997  | Live à Bercy                 | Live 1996       | 5:20  | Diamant (VHS) · Diamant (DVD)     |
| 2006  | Avant que l'ombre... À Bercy | Live 2006       | 4:47  | Diamant                           |
| 2014  | Timeless 2013                | Live 2013       | 6:35  | Diamant                           |
| 2024  | Nevermore                    | Medley Remember | 3:47  | Diamant                           |

## Reprises
Je t'aime mélancolie a été repris notamment par :
- 1997 : Valli sur la compilation Les plus belles chansons françaises de 1992, proposée par les Éditions Atlas[72].
- 2003 : la chanteuse belge Biba Binoche (dont la reprise s'est classée n°35 en Flandre)[73].
- 2023 : Vendredi sur Mer lors de l'Hyper Weekend Festival à la Maison de la Radio et de la Musique[74].

## Mylène is Calling
Sur le Maxi CD de Je t'aime mélancolie, figure un titre inédit, Mylène is Calling, basé sur un message vocal qu'aurait laissé Mylène Farmer sur le répondeur de Laurent Boutonnat. 
Mylène is Calling servira d'interlude lors du Mylenium Tour en 1999.